# Walter Sperling (Autor)
Walter Sperling (* 25. April 1897 in Elbing; † 28. Oktober 1975 in Bad Tölz) war ein deutscher Autor und Grafiker.

## Leben
Walter Sperling wuchs in Elbing auf. Nach seiner Schulzeit arbeitete und lebte er in Danzig, nach Ende des Zweiten  Weltkrieges lebte er in Bad Tölz (Bayern).
Er war Autor mehrerer Bücher (Romane, Anleitungen zum Zaubern, Zeichnen, Karikieren, Aquarellieren), Grafiker und Zauberer.
Zu Beginn seiner Karriere arbeitete er unter dem Pseudonym H. W. Tagrey.

## Werke
- Der bunte Sperling, 1939
- Tausend kleine Wunder,1939
- Allerlei kuriose Spielerei, 1940
- Auf Du und Du  mit Zahlen, 1948
- Die Verhexte Westentasche, 1948
- Brautfahrt nach Inse, 1948
- Amüsanter Zeitvertreib, 1949
- Hokus Pokus Fidibus, 1951
- Das Kuriose Steckenpferd, 1952
- Schöne Spiele, 1954
- Ich zeige Euch was!, 1955
- Hokus Pokus Fidibus, 1956
- Das Faxenbuch, 1957
- Ich zeichne Karikaturen, 1957
- Das Weihnachts-Bastelbuch, 1957
- Wir machen Varieté. Ein Handbuch für Veranstaltungsleiter und Mitwikende bunter Programme, Dr. Heinrich Buchner Verlag, München 1957
- Rendezvous mit Patiencen, 1958
- Ich lerne Rätsel lösen, 1960
- Ich lerne Zaubern, 1960
- Zauberkasten, Der, 1960
- Kuriose Spielereien, 1961
- Geduld und Vexierspiele, 1963
- Zauberei mit Karten, 1963
- Faxen Fez und Zauberei, 1965
- Langeweile klein geschrieben, 1965
- Neunundneunzig Adventssterne, 1966
- Testspiele, 1968
- Werken und Spielen zu Ostern, 1968
- Der Schatten des Erasmus Habedank, o. A. (1951)

## Auszeichnungen
1942 wurde er mit dem Max-Halbe-Preis der Stadt Danzig ausgezeichnet.
| Personendaten    | Personendaten             |
| ---------------- | ------------------------- |
| NAME             | Sperling, Walter          |
| ALTERNATIVNAMEN  | Tagrey, W. H.             |
| KURZBESCHREIBUNG | deutscher Autor, Grafiker |
| GEBURTSDATUM     | 25. April 1897            |
| GEBURTSORT       | Elbing                    |
| STERBEDATUM      | 28. Oktober 1975          |
| STERBEORT        | Bad Tölz                  |